# Antiparos
Antiparos (grčki: Αντίμηλος) je mali otok, oko 45 km2 veličine. Takozvani sestrinski otok otoku Parosa, koji je od njega odvojen jednim 1,5 km² širokim tjesnacem. Antiparos pripada otočju Cikladi, a nalazi se u Egejskom moru.
Iz male luke Punda svakih 10-15 minuta isplovljava redovan trajekt koji spaja ova dva otoka.
Najviše uzvišenje na ovome 12,5 km dugom i do 5,5 km širokom otoku je Profitis Ilias (prorok Ilija) (300m).
Skoro svih 700 stanovnika ovog otoka žive u istoimenom glavnom mjestu, u kojem se nalazi nekoliko prodavnica i taverni koje se nalaze na zamku iz 1440. godine. Pojedine gostionice su otvorene i na zapadnoj, mirnoj strani otoka pored ulice koja prolazi, tik uz pješčanu obalu.
Najznačajnije znamenitosti koje turisti obilaze pod vodstvom turističkih vodiča (odlazi se autobusom, a može i pješice), je impresivna stalaktitna špilja u čiju se utrobu spušta stubištem, čak do 90 m dubine.
Što se tiče prenoćišta na otoku, postoji samo ograničen broj mjesta, tako da se turisti na otoku najčešće zadržavaju samo nekoliko sati.

## Vanjske poveznice
- https://web.archive.org/web/20060420142228/http://www.antiparos-isl.com/ (grč.) (engl.)